# Тернопільські театральні вечори. Дебют
«Тернопільські театральні вечори. Дебют» — всеукраїнський фестиваль молодої режисури, творче змагання професійних театрів із України, ближнього й далекого Закордоння. Започаткований 1999 у місті Тернополі.
Ініціатор проведення та організатор — Тернопільський обласний український драматичний театр імені Тараса Шевченка (нині академічний театр), співорганізатори — Міністерство культури і туризму України, НСТДУ, управління культури Тернопільської ОДА.
Проводять у Тернополі щороку; присвячений вшануванню пам'яті Леся Курбаса. Учасники — професійні театральні колективи з виставами молодих режисерів (вік — до 40 років).
Всеукраїнський фестиваль молодої режисури «Тернопільські театральні вечори» має на меті пошук талановитої, новаторської молодої режисури і проходить щороку наприкінці вересня — початку жовтня, привертаючи до себе дедалі більшу увагу як вітчизняних, так і закордонних театрів.
Нагороди фестивалю присуджують у номінаціях: за найкращу режисуру, за найкращу акторську роботу першого і другого плану, за найкращий сценічний ансамбль, за найкращу сценографію, музичне оформлення, пластику, за високу акторську майстерність і вірність професії тощо.

## Фестиваль за роками

### 1999
1-ий фестиваль
- учасники — театри з міст Донецька, Дрогобича Львівської області, Києва, Львова, Одеси, Сєверодонецька Донецької області, Чернігова.

Серед переможців (Тернопільський академічний обласний драматичний театр):
- найкраща режисура — В. Жила («Ромул Великий» Ф. Дюрренматта);
- найкраща чоловіча роль 1-го плану — М. Коцюлим (Ромул у виставі «Ромул Великий»);
- найкраща сценографія — Г. Лоїк («Ромул Великий»).

### 2000
2-й фестиваль
- учасники — театри з міст Івано-Франківська, Львова, Сєверодонецька, Сімферополя, Тернополя, Чернігова.
- Серед переможців (Терноп. акад. обл. драм. театр):
  - найкраща режисура — В. Жила («Коханий нелюб» Я. Стельмаха);
  - найкраща чоловіча роль — І. Сачко (Онисим у виставі «Коханий нелюб»);
  - найкращий сценічний ансамбль — актори у виставі «Коханий нелюб».

### 2002
3-й фестиваль
- учасники — театри з міст Івано-Франківська, Києва, Львова, Одеси, Рівного, Тернополя, Тирасполя (Молдова).
- Серед переможців (Терноп. акад. обл. драм. театр):
  - найкраща режисура — В. Жила («Ромео і Джульєтта» В. Шекспіра);
  - найкраща чол. роль 2-го плану — Б. Стецько (Капулетті у виставі «Ромео і Джульєтта»);
  - найкращий молодий актор — А. Малінович (Ромео);
  - найкращий сцен. ансамбль — М. Бажанов, А. Малінович, Ю. Черненко (вистава «Арт» Я. Рези);
  - відзнака за відродження «Тернопільських театральних вечорів» — М. Форґель.

### 2003
4-й фестиваль
- учасники — театри з міст Вінниці, Івано-Франківська, Львова, Скоп'є (Північна Македонія), Тернополя.
- Серед переможців (Терноп. акад. обл. драм. театр):
  - найкраща режисура — В. Жила («Не судилось» М. Старицького);
  - найкраще пластичне вирішення вистави — С. Андрушко (актор і хореограф, вистава «Не судилось»);
  - О. Папуша, М. Бажанов («Не судилось»);
  - відзнака за вірність фестивалеві — М. Форґель.

### 2004
5-й фестиваль:
- учасники — театри з міст Вінниці, Києва, Нового Саду (Сербія), Ольштина (Польща), Тернополя, Харкова.
- Серед переможців (Терноп. акад. обл. драм. театр):
  - найкраща сценографія — В. Якубовський (Терноп. обл. театр актора і ляльки, вистава «Чарівний перстень» В. Лісового);
  - грамота НСТДУ — Терноп. обл. театр актора і ляльки.

### 2005
6-й фестиваль
- учасники -театри з міст Ельблонґа (Польща), Києва, Львова, Тернополя, Севастополя, Черкас.
- Серед переможців (Терноп. акад. обл. драм. театр):
  - найкраща режисура — Є. Курман («Полювання на качок» О. Вампілова);
  - найкраща чоловіча роль 1-го плану — М. Бажанов (Зілов у виставі «Полювання на качок»);
  - найкраща жіноча роль 2-го плану — У. Буртняк («Полювання на качок»);
  - найкраща сценографія — А. Романченко («Полювання на Качок»);
  - найкращий акторський ансамбль — актриси Терноп. акад. обл. драм. театру (У. Буртняк, О. Малінович, С. Обухівська у виставі «Сценарій для трьох актрис» за Б. Шеффером);
  - відзнака за честь, гідність та вірність професії — В. Хім'як;
  - спеціальний приз і грамота Львівського міжобласного відділу НСТДУ та журналу «Театральна Бесіда» — А. Малінович;
  - грамота Львівського міжобласного відділу НСТДУ — М. Форґель.

### 2006
7-й фестиваль
- учасники — 14 театрів, у тому числі з міст Ельблонґа, Катовиці, Ольштина (Польща).
  - Серед переможців — митці з міст Коломиї Івано-Франківської області, Києва, Кривого Рогу (Дніпропропетровська область), Львова, Рівного, Херсона та польських театрів;
  - О. Олійник (Терноп. акад. обл. драм. театр) — спеціальний приз за організацію і проведення фестивалю.
- Найкраща режисура, Режисерський дебют — Віктор Кручина(Київ), вистава «Влада темряви», Л.Толстой;
- Найкраща жіноча роль — Оксана Коляденко(Київ), вистава «Влада темряви», Л.Толстой, роль Онисії;
- Найкраща жіноча роль другого плану — Валентина Барановська(Київ), вистава «Влада темряви», Л.Толстой, роль Анютки;

### 2007
8-й фестиваль
- учасники — 12 театрів, у тому числі з Польщі й Шотландії (Велика Британія).
- Голова журі — Ф. Стригун.
- Серед переможців — митці з міст Івано-Франківська, Києва, Коломиї, Кривого Рогу, Львова та інших;
  - Терноп. акад. обл. драм театр — нагорода в номінації «За довголітню відданість українській класиці»;
  - встановлено премію імені М. Форґеля (1-й лауреат — Ф. Стригун)

### 2011
9-й фестиваль
22-27 листопада 2011 року. Участь брали театральні колективи із багатьох міст України.